# Hieracium carpetanum
Hieracium carpetanum es una especie de planta con flor del género Hieracium, de la familia Asteraceae, orden Asterales.

## Distribución
Hieracium carpetanum se distribuye por España.

## Taxonomía
Fue descrita científicamente por Willk. Fue publicada en M.Willkomm & J.M.C.Lange, Prodr. Fl. Hispan. 2: 266 (1865).